# Đèo Liêu
Đèo Liêu là đèo trên đường tỉnh 616 ở huyện Tiên Phước tỉnh Quảng Nam, Việt Nam .

## Vị trí
Đèo Liêu trên đường tỉnh 616 ở vùng giáp ranh xã Tiên Cảnh và Tiên Hiệp huyện Tiên Phước. Đỉnh đèo cách trụ sở UBND xã Tiên Hiệp cỡ 2,5 km hướng đông bắc, và cách thôn 1 xã Tiên Cảnh cỡ 1 km.
Tại chân đèo phía đông bắc có suối Đèo Liêu. Suối này hợp lưu với suối Đá Vách đổ vào sông Tiên trong hệ thống sông Vu Gia-Thu Bồn .